# MGM Cotai
MGM Cotai, kinesiska: 米高梅路氹城, är både ett kasino och hotell som ligger i Cotai i Macao i Kina. Den ägs och drivs av MGM Grand Paradise, intressebolag till kasinoföretaget MGM China Holdings, som i sin tur är dotterbolag till amerikanska MGM Resorts International. Hotellet har 1 362 hotellsviter medan kasinot har en spelyta på 27 696 kvadratmeter (m2).
I början av januari 2013 meddelade MGM China Holdings att man hade fått tillstånd utfärdade av Macaos regering om att uppföra ett kasino och hotell. Det var planerat att kasinokomplexet skulle stå färdig 2016 till en total kostnad på $2,5 miljarder. Början av 2014 inleddes bygget av kasinot men under 2015 drabbades stora delar av Macao av förseningar på grund av att flera infrastrukturprojekt drog ut på tiden. Detta ledde till att man hann inte bli klar med konstruktionen av kasinot till 2016, som det var tänkt utan man fick skjuta på invigningen till första kvartalet av 2017. MGM China Holdings hävdade att det var ingen större fara eftersom hela Macaos kasinobransch hade drabbats av en mindre recession och att konkurrenternas byggen var också försenade. Kasinot blev ytterligare försenad på grund av den speciella konstruktionen av kasinots höghus för hotellverksamhet och man förväntade sig att inviga kasinokomplexet i andra halvan av 2017. Oturen för kasinot verkade inte upphöra eftersom de tvingades i september att skjuta på invigningen igen, den här gången till 29 januari 2018 efter att tyfonen Hato, den värsta tyfonen på 53 år, gick rakt över Macao i slutet av augusti och orsakade skador på kasinokomplexet. Den 29 januari 2018 öppnades kasinokomplexet inofficiellt, den officiella invigningen flyttades fram till februari. Den 13 februari blev det officiellt och slutnotan för bygget landade på totalt $3,45 miljarder, $950 miljoner över budget. I maj avslöjade MGM China Holdings VD Grant R. Bowie vid ett aktieägarmöte för MGM Resorts International i Las Vegas, Nevada i USA, att man hade för avsikt inom de kommande åren att uppföra ett till höghus för hotellverksamhet på tomten. Det nya höghuset skulle ha omkring 900 hotellrum, vilket skulle utöka hotellkapaciteten för kasinokomplexet till 2 262 hotellrum. I juli gick Bowie ut och meddelade att en eventuell expandering av kasinokomplexet kommer inte ske före 2021.